# Linea 2 (TRAM Metropolitano di Alicante)
La linea 2 della rete tranviaria di Alicante è una linea urbana di Alicante che si estende da nord a sud dalla stazione di Luceros fino alla stazione di Sant Vicent del Raspeig, attraversando i quartieri Pla del Bon Repós, La Goteta, Garbinet, Sidi Ifni-Nou Alacant, Virgen del Carmen, Virgen del Remedio, Ciudad Jardín e  San Vicente del Raspeig.